# 馬納蒂路 (佛羅里達州)
馬納蒂路（英語：Manatee Road）是位於美國佛羅里達州李維縣的一個人口普查指定地區。

## 地理
馬納蒂路的座標為29°30′27″N 82°55′14″W / 29.50750°N 82.92056°W，而該地最高點為海拔高度9米（即30英尺）。

## 人口
根據2010年美國人口普查的數據，馬納蒂路的面積為34.80平方千米，當中陸地面積為34.80平方千米，而水域面積為0.00平方千米。當地共有人口2244人，而人口密度為每平方千米64人。